# ليفيو غويان
ليفيو غويان (بالرومانية: Liviu Goian)‏ هو لاعب كرة قدم روماني في مركز الدفاع، ولد في 18 نوفمبر 1965 في ديج ‏ في رومانيا. لعب مع نادي دبرتسني.